# Nabil Maaloul
Nabil Maâloul (arabisch نبيل معلول, DMG Nabīl Maʿlūl; * 25. Juli 1962) ist ein ehemaliger tunesischer Fußballspieler und derzeitiger -trainer.

## Werdegang
Maâloul begann seine Karriere 1981 bei Espérance Tunis, wo er bis 1989 blieb. Bei den Olympischen Sommerspielen 1988 im koreanischen Seoul erreichte er als jüngster Spieler seines Teams mit der Nationalmannschaft den neunten Platz. Insgesamt schoss er bei den Gruppenspielen zwei Tore. 1989 wechselte er in die 2. Fußball-Bundesliga zu Hannover 96. Dort blieb er zwei Jahre und absolvierte insgesamt 28 Pflichtspiele, bei denen er zwei Tore schoss. Nachdem er für drei Jahre zurück zu Espérance Tunis gegangen war, wechselte er 1994 zu CA Bizert, wo er jedoch nur ein Jahr unter Vertrag stand. 1995 wechselte er zu CA Tunis. 1999 wechselte er zum Abschluss seiner Karriere nach Saudi-Arabien zum Al-Ahli Club. 2000 beendete er seine Karriere im Alter von 38 Jahren.
Bei der Fußball-Weltmeisterschaft 2006 in Deutschland war Maâloul Co-Trainer der Tunesischen Fußballnationalmannschaft. Seit 27. Dezember 2010 ist er Trainer des tunesischen Rekordmeisters Espérance Tunis. 2011 gewann er mit dem Team das Double aus Meisterschaft und Pokal. Am 22. Januar 2014 wurde er zum Nachfolger von Răzvan Lucescu bei Al-Jaish in der Qatar Stars League ernannt. von 2014 bis 2017 war er Trainer der kuwaitischen Fußballnationalmannschaft, die in der 2. Runde der Qualifikation für die WM 2018 auch aufgrund der Suspendierung de kuwaitischen Verbandes ausschied. Von 2017 bis 2018 wurde er erneut Trainer der Nationalmannschaft seines Heimatlandes. Von 2018 bis 2019 wurde er Trainer des katarischen Vereins Al Duhail. Von 2020 bis 2021 war Maâloul Trainer der Syrischen Fußballnationalmannschaft.

## Erfolge

### Als Spieler
National
- Tunesischer Meister: 1982, 1985, 1988, 1989, 1993, 1994, 1996
- Tunesischer Pokal: 1986, 1989
- Tunesischer Fußball-Supercup: 1993

International
- Arabischer Pokal der Landesmeister: 1993
- Arabischer Pokal der Pokalsieger: 1995

### Als Trainer
National
- Tunesischer Meister: 2011, 2012
- Tunesischer Pokal: 2011
- Katarischer Pokal: 2014
- Kuwaitische Meister: 2022, 2024
- Kuwaitischer Pokal: 2021
- Kuwaitischer Pokal: 2024

International
- Afrikanische Champions League: 2011

## Kurioses
Nabil Maâloul gehört zu den wenigen Fußballern in der Geschichte Tunesiens, die sowohl für Espérance Tunis als auch für Club Africain spielten. Beide Spitzenklubs aus der Hauptstadt Tunis sind bekannt für ihre erbitterte Rivalität im sogenannten Tunis Derby, eine der intensivsten im arabischen und afrikanischen Fußball. Insgesamt bestritt Nabil Maâloul 26 Derbys, davon 24 mit Espérance Tunis und zwei mit Club Africain.